# Repetición de espectrina
Las repeticiones de espectrina se encuentran en varias proteínas involucradas en la estructura del citoesqueleto, como espectrina, alfa- actinina, distrofina y, más recientemente, la familia plakin. La repetición de espectrina forma un haz de tres hélices. Aunque los experimentos realizados hasta el momento llevan a pensar que las repeticiones de espectrina dan lugar a proteínas lineales, esto puede deberse al sesgo de la muestra en el que las estructuras lineales y rígidas son más susceptibles a la cristalización para la resolución de su estructura, ya que hay indicios de que algunas proteínas que contienen repeticiones de espectrina también pueden ser flexibles.

## Proteínas humanas que contienen este dominio
ACTN1 ; ACTN2 ; ACTN3 ; ACTN4 ; AKAP6 ; SYNE3 ; CATX-15 ; DMD ; DRP2 ; DST ; KALRN ; MACF1 ; MCF2L ; SPTA1 ; SPTAN1 ; SPTB ; SPTBN1 ; SPTBN2 ; SPTBN4 ; SPTBN5 ; SYNE1 ; SYNE2 ; TRÍO ; UTRN ;

## Otras lecturas
- Djinovic-Carugo K, Gautel M, Ylänne J, Young P (February 2002). «The spectrin repeat: a structural platform for cytoskeletal protein assemblies». FEBS Lett. 513 (1): 119-23. PMID 11911890. doi:10.1016/S0014-5793(01)03304-X.
- Pascual J, Castresana J, Saraste M (September 1997). «Evolution of the spectrin repeat». BioEssays 19 (9): 811-7. PMID 9297972. doi:10.1002/bies.950190911.
- Al-Jassar, C; Knowles, T; Jeeves, M; Kami, K; Behr, E; Bikker, H; Overduin, M; Chidgey, M (2 de julio de 2011). «The Nonlinear Structure of the Desmoplakin Plakin Domain and the Effects of Cardiomyopathy-Linked Mutations.». Journal of Molecular Biology 411 (5): 1049-61. PMID 21756917. doi:10.1016/j.jmb.2011.06.047.

- Datos: Q24778004